# 各國兵役制度
兵役是個人或群體為軍隊或民兵團提供的服務，這服務可以是自願性的志願兵或強制性的徵兵。部分國家需要每位國民在無身體、心理或宗教障礙下，服一定時間兵役；另有部分國家則實行全面的志願役。此外，在戰时若出現兵力不足，通过征兵也不能解決問題，可能會強制全體國民參軍。

無軍隊
目前狀態採志願役
計畫廢除義務役中
義務役人員少於當年適齡總人口20％
義務役
無資訊

## 当地居民无法参军
有些国家没有组建军队，因此在其领土内没有任何武装力量驻防或由其他国家或组织负责其防务，故当地居民无法加入本国的武装力量。如：冰島、巴拿馬、哥斯大黎加。
另外，虽然中國人民解放軍駐香港部隊和中國人民解放軍駐澳門部隊驻守香港和澳门，但是其人员皆来自中国内地，不在港澳两地征集或募集兵员，故港澳居民同样无法参军。

## 募兵制
有94個國家實行志願役（募兵）制度
| - 阿富汗（阿富汗国民可自愿加入塔利班） - 阿尔巴尼亚 - 安地卡及巴布達 - 阿根廷 - 巴哈马 - 巴林 - 比利时 - 不丹 - （只限國內馬來族服役，非強制性） - 保加利亚 - 喀麦隆 - 加拿大 - 刚果共和国 - 捷克 - 刚果民主共和国 - 衣索比亞 - 斐济 - 法國 - 加彭 | - 德国 - 匈牙利 - 印度 - 伊拉克 - 愛爾蘭 - 義大利 - 牙买加 - 日本 - 约旦 - 拉脫維亞 - 黎巴嫩 - 賴索托 - 立陶宛 - 利比里亚 - 盧森堡 - 北馬其頓 - 马达加斯加 - 马拉维 - 馬爾地夫 - 馬爾他 - 摩洛哥 - 蒙特內哥羅 - 纳米比亚 - 尼泊尔 - 荷蘭 - 新西兰 - 尼加拉瓜 - 奈及利亞 - 阿曼 | - 巴基斯坦 - 秘魯 - 菲律賓 - 波蘭 - 葡萄牙 - 羅馬尼亞 - 卢旺达 - 圣基茨和尼维斯 - 沙烏地阿拉伯 - 塞爾維亞 - 塞舌尔 - 斯洛伐克 - 斯洛維尼亞 - 南非 - 西班牙 - 斯里蘭卡 - 苏里南 - 坦桑尼亚 - 东帝汶 - 千里達及托巴哥 - 乌干达 - 阿联酋 - 尚比亞 |

### 特殊情況下實施徵兵制
- —— 只有在志願役人數不足的情況下實施徵兵制。但制订以来，目前徵兵制從未實施過。
- 智利 —— 只有在志願役人數不足的情況下實施徵兵制。
- 中华人民共和国 —— 法律规定实行志愿役与义务役并用制，前者的参军门槛、军衔和薪资高于后者，义务役服役期为2年。但因中国大陆人口众多，每年报名参军的人数远超過军队所需，兵役机关对役龄男子“择优录取”入义务役，若未录取的绝大多数則处以“缓服兵役”至役龄结束，故目前只实行募兵制，未实质实行征兵制。但保留战时征兵的可能性。
- 印度尼西亞
- 牙买加
- 乌拉圭 —— 和平時實施募兵制，但政府可於緊急情況下進行徵兵。
- 英国 一 和平時實行募兵制，但政府可在緊急情況下進行徵兵，徵兵制自1963年最後一批因《1948年國民兵役法（英语：National Service Act 1948）》影響的義務役人員退役後就沒有實施過。
- 美国 —— 和平時實施募兵制，但政府可利用美國憲法第一条第八款於緊急情況下進行徵兵，徵兵制自1975年實施新制後從未實施過。

## 募兵制與徵兵制並行
- 百慕大
- 加彭
- 科威特
- 毛里塔尼亚
- 乌干达
- 委內瑞拉
- 中華民國

## 徵兵制

### 有选择性
| - 中非 - 薩爾瓦多 - 赤道几内亚 | - 墨西哥 - 尼日尔 - 塞内加尔 - 多哥 |

### 有公民役种或非作戰役種的選項
- 安哥拉
- 阿尔及利亚
- 奥地利（半年3個月公民役種，半年武裝）
- 白俄羅斯
- 布吉納法索
- 賽普勒斯
- 丹麦
- 爱沙尼亚
- 芬兰（1年公民役種，武裝役種半年、9個月或1年）
- 希腊
- 墨西哥
- 挪威（男女皆須服兵役）
- 巴拉圭
- 瑞士（民兵390日、武裝部隊260日）
- 中華民國 （自2024年起，也包括替代役）